# 牡丹蕉石圖

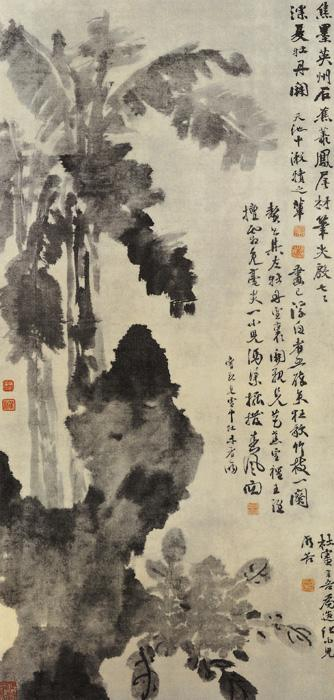
牡丹蕉石圖

牡丹蕉石圖是明朝畫家徐渭的一幅紙本水墨畫。牡丹蕉石圖上有牡丹、芭蕉和山石共三樣物體。該畫作現藏於上海博物館。畫作右側為徐渭的題字，表示自己在繪畫完畢後又喝了五杯酒後寫下這段文字。